# Філософія інків
Філософія інків — система поглядів володарів, знаті та інших мешканців імперії інків Тауантінсую. Водночас інки не сформували розвинену філософську школу. Основу складав етіка, епістемологія, аналіз простору і часу. Була тісно пов'язана за релігією та космологією інків. Частково філософами вважалися мудреці-амаути.

## Характеристика

### Розуміння світу
Устрій світу та відношення людини з ним в чомусь схожі на християнську філософію. За уявленням інків Всесвіт (Пача) складається з трьох світів — Верхнього (Ханан Пача), Середнього (Уку Пача) і Нижнього (Хурін Пача). Верхній і Нижній нагадують християнські пекло і рай. У Верхньому мешкали небесні боги, туди потрапляли найгідніші люди, у Нижньому — хтонічні божества, сюди відправляли поганих людей. Середній Світ або Пачамама (Мати Земля) — земний світ. Сапа Інка Пачакутек намагався доповнити звичну релінійну систему на чолі із Сонце-Інті філософським розумінням світу на чолі із Віракоча, богом-творцем, впровадивши ідею про абстрактне усюдисущому вищу істоту. Втім цій філософії стали слідувати найближче оточення та почт імператора.
Мали своєрідне поняття про воскресіння. Інки з надзвичайною ретельністю зберігали обрізання нігті і стрижені або вичесати гребенем волосся; вони вставляли їх в поглиблення в стінах і ніші. Відповідно інкському розумінню, народжені люди повинні повернутися до життя і їхні душі разом з усім, що належало їхніх тілах, повинні встати з могил.
Розподіл світу також визначалося через Сонце шляхом виділення двох просторів денного циклу: простору, що виникає і піднімається при зеніті Сонця, і простору, в якому Сонце зникало. «Світ» ділився мовби на дві не завжди рівні половини: з Сонцем і без Сонця. Перша охоплювала сектор зі сходу — через південь — майже до заходу, а друга, відповідно із заходу — через північ — майже до сходу.

### Політична філософія
Водночас зберігалося дуалістичний погляд на усі речі: верхні та нижні частини. Це відображалася насамперед у державному устрою держави: усі чверті-сую були верхніми та нижніми. Водночас політична філософія інків полягала у вірності усіх мешканців імперській ідеї, збереженню громадянського миру в ній, усі мешканці — частина загального державного механізму, центром якого був Сапа Інка.
При цьому частиною поглядів на державу було нескінчене її розширення. Це було пов'язано не лише з амбіціями володарів, а завданням, що витікало з релігійних та філософських уявлень, щодо встановлення гармонії у Всесвіті на основі інкської державності.

### Етика інків
Етичні погляди інків переважно відомо з висловлювань інкських володарів Інки Роки і Пачакутека. Ці погляди мали практичне застосування, частково підкріплювалися інкським правом. Вважалися ганебним зрада (державна та подружня), ламання слова, пияцтво, хабарі, аборти.
Основними принципами були: пошук істини, праця, повага до будь-якої форми життя. Тому уславлювалися знання і любов. Синтезовано ці останні поняття взаємопов'язувалися в інкському вислові: «Знати, Любити, Навчати. Щоб навчити, ви повинні навчитися. Щоб навчитися, ви повинні любити. Без любові, це неможливо». Усі існування інків було наслідування цьому: спочатку інки навчалися у сусідів, згодом свої систематизовані знання поширювали по всій території імперії. Розширюючи імперію, вони розширювали знання і свою етику на більшу чисельність людей.
Важливим принципом був принцип ненасилля або найменшого насилля, що пов'язувалося з принципом поваги життя. Навіть під час війн інки намагалися спочатку у дипломатичний спосіб підкорити супротивника. Ця філософія відобразилася навіть у військовій тактиці, коли інки намагалися чисельністю війська та галасливими криками залякати ворога і змусити здатися. Вояки мали зброю, яка була повинна була, насамперед, завдати поранення або роззброїти ворога, але не вбити (в меншій мірі) — на відміну від європейської середньовічної зброї або такти ацтеків (які до того ж приносили в жертву ворогів, коли інки страчували у гуманній спосіб тільки військовиків або володарів). Така позиція полягала в тому, що вороги після підкорення ставали підданцями Сапа Інки і водночас співмешканцями імперії з інкськими вояками. Таким чином між підкореними і завойовниками, за філософією інків, не повинно було бути прірви. Лише в окремих випадках інки застосовували масований терор та винищення.
На підкорених землях інки проводили політику заміни людських жертв під час релігійних церемоній на тваринні або символічні (використовувались зображення з глини або металів), що також відображало філософію ненасилля та водночас ідею, що усі племена і держави поза імперією інків є потенційними підданими Сапа Інки, сина бога Інті, який панує в цьому світі.

### Простір і час
Сприйняття інками просторово-часового континууму передбачило деякі положення загальної теорії відносності. Примітно, що деякі народи, які населяють Анди в наші дні, досі зберегли представлення своїх предків. В інкському мисленні, простір повністю поєднувалося з часом. Час об'єднувалося з тим простором, який було зайнято людиною. В мові кечуа є навіть відповідний термін, що позначає одночасно простір і час — «пача». Названий термін означає дослівно, як «минулий час», так і «простір попереду».
Простір прирівнювалося до географічного оточенню, час зображувалося як такий, що йде по колу. У поданні інків, конкретне місце сьогодні — не те ж саме, що і те ж саме місце завтра. Час визначає простір, а час, у свою чергу, виникає з тих обставин, які задаються простором.
Рух часу у сприйнятті інків здійснювалося у зворотному порядку: з минулим, за їхніми уявленнями, їм тільки належало познайомитися, а майбутнє вже залишалося позаду. Інкська слово «Пачакуті» (або Пачакутек) позначало період, що триває 1000 років і завершується зміною одного світоустрою іншим. Буквально ж це слово можна перекласти як «повалення простору-часу». Тому його взяв собі імператор Інка Пачакутек, який уславився як реформатор, філософ, правник, фактичний творець імперії інків.